# Eloise Mumford
Eloise Mumford, född 24 september 1986 i Olympia, Washington, är en amerikansk film- och TV-skådespelare.